# Tolga
Tolga é uma comuna da Noruega, com 1 122 km² de área e 1 781 habitantes (censo de 2004).         